# Alberndorf in der Riedmark
Alberndorf in der Riedmark là một đô thị thuộc huyện Urfahr-Umgebung thuộc bang Oberösterreich, Áo. Đô thị Alberndorf in der Riedmark có diện tích 41 km², dân số thời điểm năm 2006 là 3743 người.